# Castello di Vadstena
Il castello di Vadstena (in svedese: Vadstena slott) è un castello rinascimentale sul lago Vättern nella cittadina svedese di Vadstena (Östergötland, Svezia meridionale),  costruito a partire dal 1545 su ordine del re Gustavo I e completato intorno al 1620.
Fu residenza reale fino al 1716. Attualmente ospita l'archivio della provincia (dal 1899).
È il castello rinascimentale meglio conservato di tutta la Svezia.

## Ubicazione
Il castello si trova nelle vicinanze del convento di Vadstena.

## Caratteristiche
Il castello si erge sul lago Vättern e le sue mura di cinta misurano 30 metri in larghezza e 3 metri in altezza.
L'edificio ospita, nel primo piano, un museo di oggetti antichi. Nel secondo e nel terzo piano, si possono invece ammirare dei mobili del XVI e del XVII secolo.
Molte stanze sono tuttavia chiuse al pubblico.

## Storia
L'ordine di costruire il castello fu dato da re Gustavo I Vasa nel 1544: il castello doveva servire come difesa per eventuali attacchi provenienti dalla Danimarca e dallo Småland e "sostituì", di fatto, quello preesistente del XIII secolo, trasformato in convento nel 1370 da Santa Brigida (1303 - 1373), alla quale il castello era stato donato nel 1346 da re Magnus Eriksson.  I lavori di costruzione, in particolar modo di tre edifici, iniziarono l'anno seguente.
Cinque anni dopo, Gustavo I Vasa decise di trasformare il castello in residenza reale per suo figlio più giovane, il duca Magnus, che vi sarebbe andato ad abitare dopo la morte del padre Lo stesso Gustavo celebrò nel castello il suo terzo matrimonio nel 1552.
Il castello venne quindi ampliato da Johan III, un altro figlio di Gustavo, con l'aiuto di Arendt de Roy, un architetto fortemente influenzato dallo stile di Andrea Palladio.
Intorno al 1620, si poterono considerare conclusi i lavori di costruzione.
A partire dal 1716, il castello terminò la sua funzione di residenza reale..
Nel XIX secolo, venne abbattuto il muro di cinta, rimpiazzato da un porticciolo.
Nel frattempo l'edificio stava cadendo in degrado, finché, nel 1899, vi venne trasferito l'archivio provinciale.
Nel 1997, ebbe luogo un'opera di restauro.

## Punti d'interesse

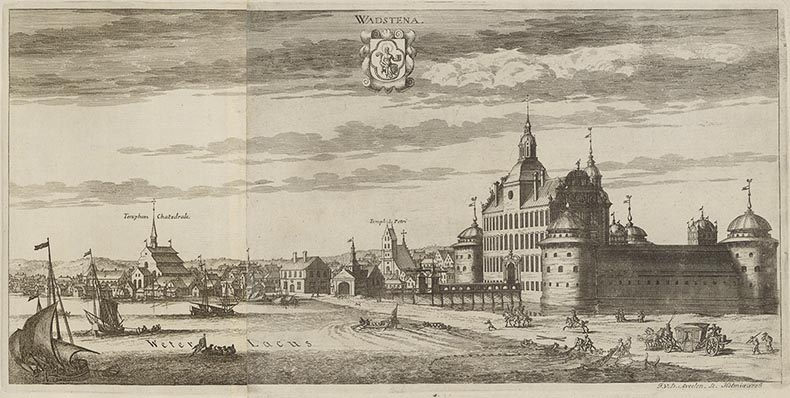
Il castello nel 1700
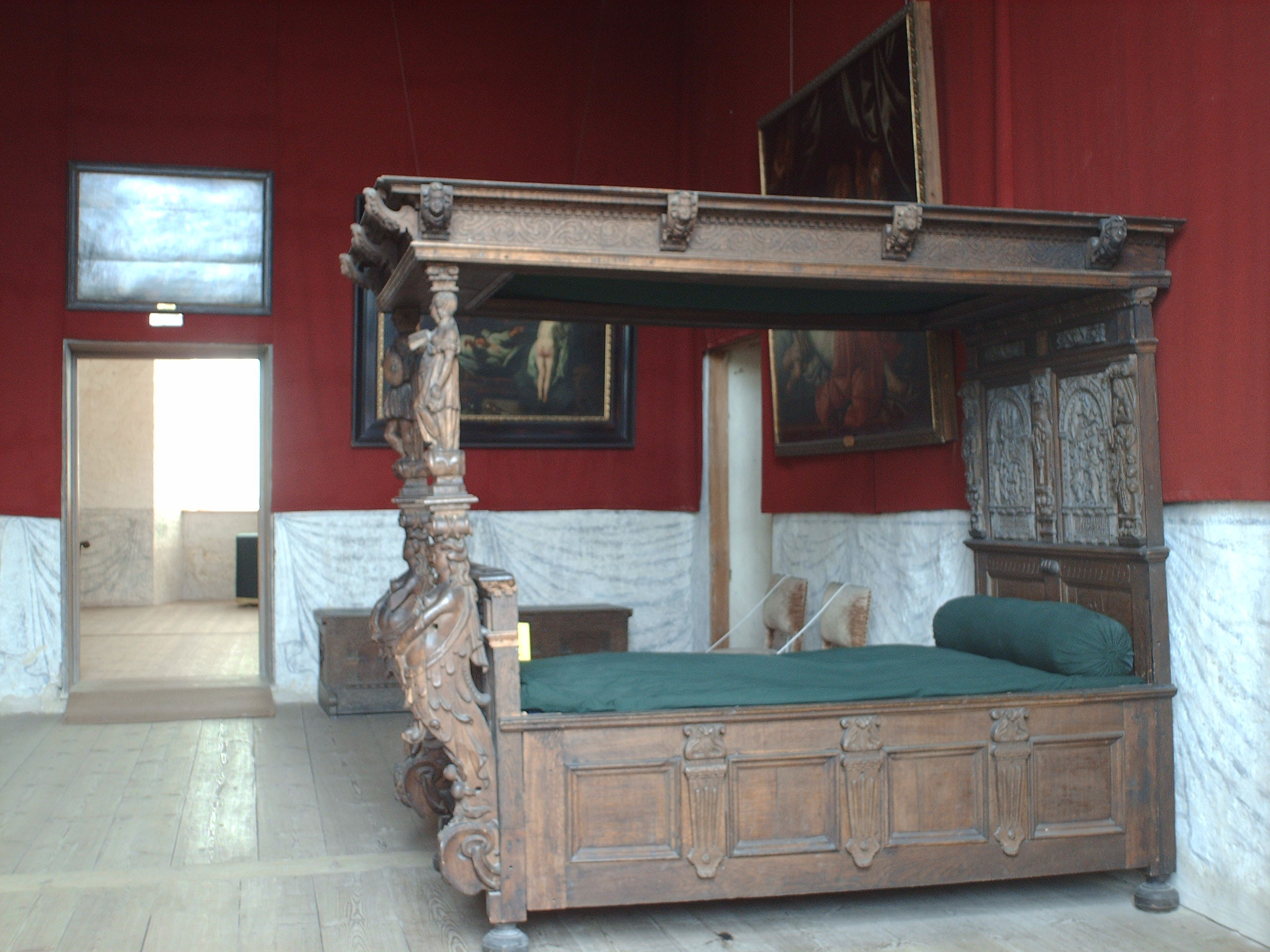
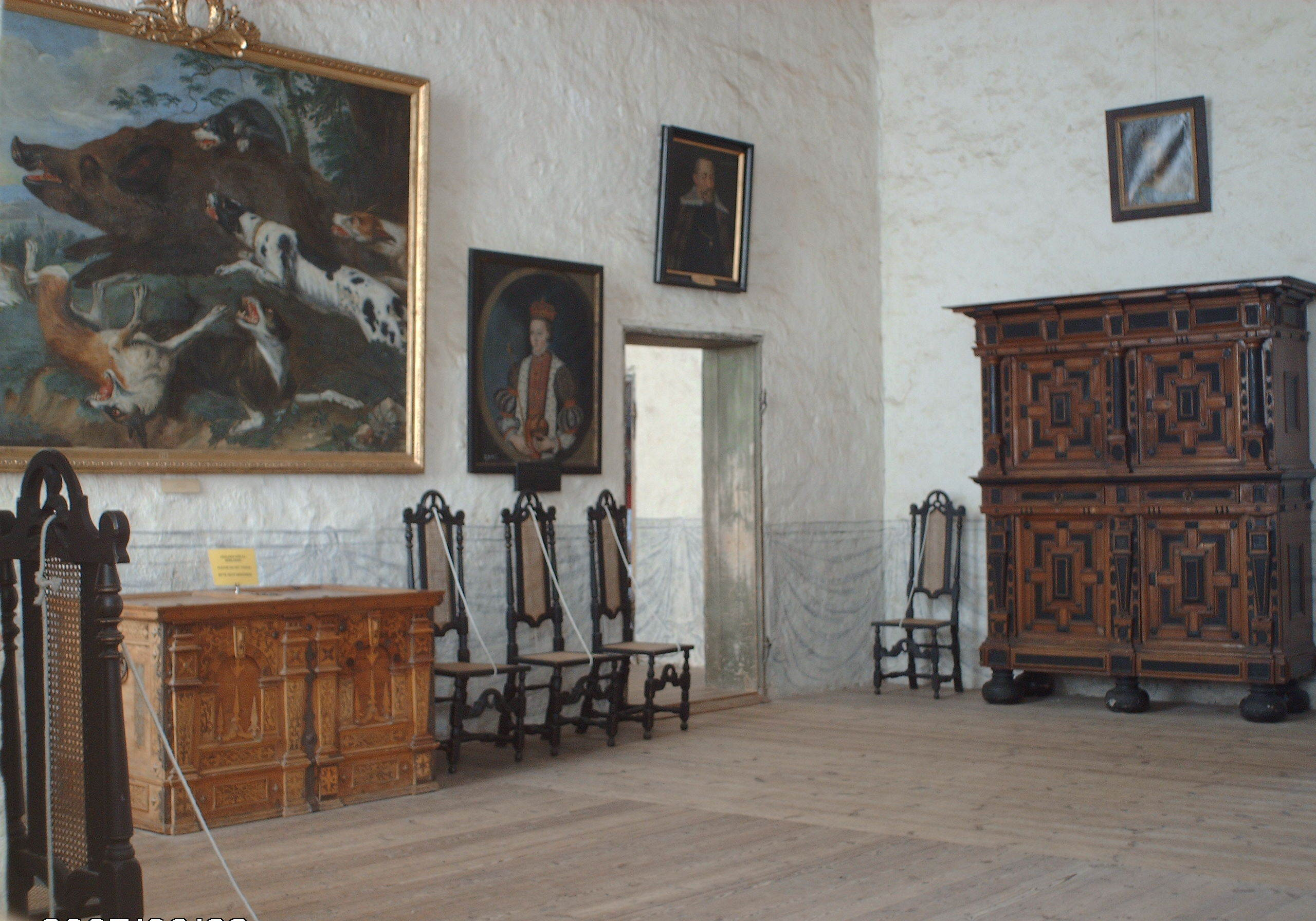
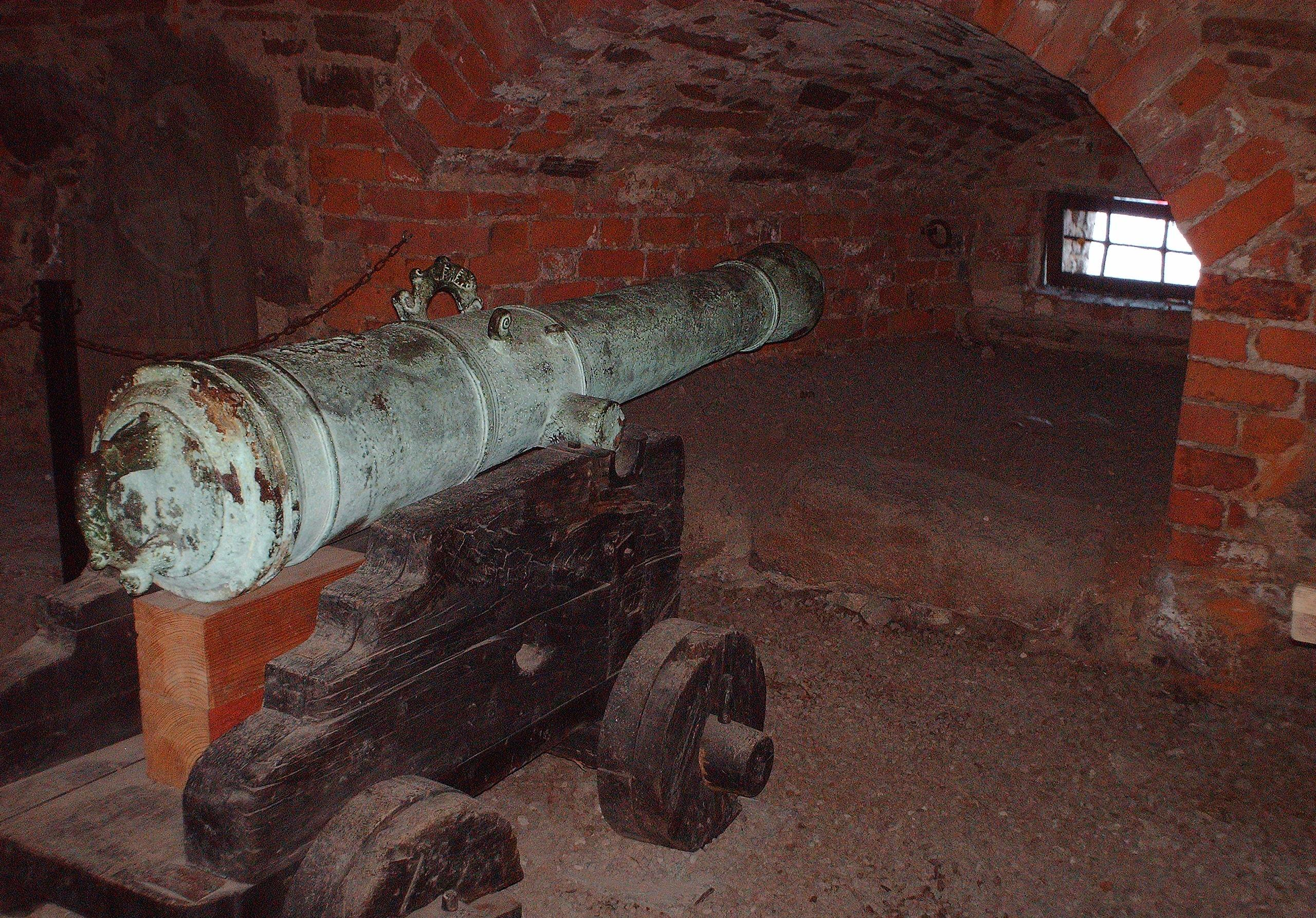